# Marko Fabije Kvintilijan
Marko Fabije Kvintilijan (lat. Marcus Fabius Quintilianus) rođen oko 35. g. n. e. u Kaligurisu, gradiću na reci Ebru u Hispaniji, proveo je veći deo života u Rimu, gde se i školovao i gde mu je otac, izgleda, imao retorsku školu. Učitelji su mu bili čuveni rimski filolog Remije Palemon, pisac prve značajnije rimske gramatike i retor Domicije Afer, koji su bili verni tradiciji književnosti Avgustovog doba, što je i uslovilo njegov klasicistički ciceronijanizam. Kao advokat, sa nepunih trideset godina, vratio se u rodni grad u nameri da otvori školu retorike i tamo upoznao prokonzula Servija Sulpicija Galbu, koga je senat kasnije proglasio za cara. 68. g. n. e. Kvintilijan se zajedno sa Galbom vraća u Rim i Vespazijan ga kao proslavljenog advokata i učitelja retorike postavlja za prvog od države plaćenog profesora retorike sa godišnjom platom od sto hiljada sestercija. Nastavničkim radom se bavio sve vreme za vladavine Tita i Domicijana. Posle dvadesetogodišnjeg uspešnog rada u školi, oko 90. g. n. e, kao veoma cenjen i poštovan pedagog, hvaljen sa svih strana za stečene zasluge u vaspitanju i obrazovanju omladine, napušta profesorski posao i konačno se posvećuje pisanju obimnog retorskog priručnika- Obrazovanju govornika (Institutio oratoria), svog poslednjeg, glavnog i jedinog sačuvanog dela. U to vreme mu je Domicijan poverio odgoj svoje dvojice nećaka, budućih pretendenata na carski presto i odlikovao ga konzulskom čašću. Tada se otprilike i oženio mladom devojkom, koja mu rađa dva sina i umire u devetnaestoj godini života. Ubrzo posle toga mu umiru i sinovi- stariji u petoj, a mlađi u desetoj godini života. Ali on i pored sve svoje tragedije ostaje trezven, pošten i savestan i nalazi spas u radu. Tada sastavlja svoja glavna dela o uzrocima propadanja besedništva i o vaspitanju besednika. Umro je između 95. i 100. g. n. e.

## Izgubljena dela
Tokom svoje duge besedničke karijere i dugogodišnjeg nastavničkog rada pisao je mnoge besede i teorijske spise, možda samo u praktične školske svrhe, jer je malo objavljivao. Sam priznaje da je objavio samo sudski govor Za Nevija Palemena Arpinija (Pro Naevio Palemeno Arpiniano), dok su dva druga sudska govora objavljena bez njegovog odobrenja, kao i dva spisa njegovih predavanja iz oblasti retorike u obliku studentskih beleški, izgleda, pod naslovom Priručnik za besednike (Ars rhetorica). Sam Kvintilijan pominje te spise koje nije autorizovao kao artes rhetoricae (Inst. I, 7). Pod Kvintilijanovim imenom sačuvane su i dve zbirke retorskih vežbi tzv. Declamationes Maiores i Declamationes Minores, koje su mu se počele pripisivati tek od IV v. n. e, ali su to u stvari falsifikati, što se vidi po sadržaju i stilu. D. Maiores predstavljaju potpuno razrađene retorske vežbe sa fiktivnim temama, a D. Minores samo skice takvih deklamacija. Sam Kvintilijan nije imao dobro mišljenje o toj vrsti deklamacija i njihovoj vrednosti za retorsko obrazovanje.
Izgleda da je od svih Kvintilijanovih izgubljenih dela najznačajniji bio retorski spis O uzrocima propadanja besedništva (De causis coruptae eloquentiae). Taj spis je Kvintilijan sastavio nekoliko godina pre nego što je započeo sa pisanjem svog glavnog dela O obrazovanju govornika, koje nam i pruža podatke o sadržini te rasprave, u kome Kvintilijan kaže da je tu raspravu pisao posle smrti svog petogodišnjeg sina da bi u radu našao utehu. U ovoj raspravi je davao odgovor na pitanje koje je uznemiravalo mnoge grčke i rimske pisce u I veku nove ere, između ostalih, anonimnog pisca dela O uzvišenome i istoričara Tacita, koji mu je posvetio Dijalog o besednicima, za koga su neki stariji naučnici neosnovano smatrali da je to delo u stvari ova Kvintilijanova izgubljena rasprava. U njoj je Kvintilijan, zadržavajući se na tehničkim i stilskim problemima, napao savremenu praksu retorskih škola u kojima su održavane deklamacije sa fiktivnim temama, koje su se potpuno udaljavale od životne stvarnosti. Najviše je raspravljao o prirodi stilskih mana koje nastaju gomilanjem efekata i kritikovao je Senekin „novi stil“ (antitetični, poentiran, iseckan i pun sentenci, nastao kao varijanta azijanizma grčkih retora prenetog u Rim i predstavlja suštu suprotnost Ciceronovom aticističkom stilu). Dakle, glavna tema ovog dela bile su, negativne stilske i jezičke pojave u nastavi retorskih škola i u savremenom govorništvu. Međutim, mnogo su potpunije i tačnije od Kvintilijana, dvorskog čoveka- državnog profesora retorike i vaspitača carevih nećaka- objasnili uzroke propadanja besedništva pisac dela O uzvišenome i Tacit, koji je za vreme Domicijanove despotske vladavine ćutao, a potom sastavio istoriju punu strašnih slika carske samovolje. Oni su smatrali da je besedništvo počelo da opada posle pada Republike carskim apsolutizmom i ograničavanjem slobode govora.
Antički izvori hvale Kvintilijanov karakter, a na osnovu njegovog sačuvanog dela, vidi se da je bio odmeren, osetljiv i pažljiv čovek, rođeni pedagog i psiholog koji sa nežnošću, ali i po određenim principima vaspitava i edukuje svoje učenike.

## Obrazovanje besednika
Institutio oratoria, glavno i jedino sačuvano Kvintilijanovo delo, napisano je posle autorovog dugog opiranja i zahvaljujući upornim molbama njegovog prijatelja Trifona, jednog od najpoznatijih izdavača iz tog vremena. Delo je posvećeno Kvintilijanovom iskrenom i odanom prijatelju Marcelu Viktoriju, ljubitelju nauke. Kako sam kaže, sastavljao ga je nešto više od dve godine. Delo sadrži dvanaest knjiga, a pronađeno je u Švajcarskoj u manastiru Sent Galen 1416. godine. Obrazovanje besednika je najvažniji i ujedno najobimniji dokument o antičkoj nastavi retorike. Predstavlja kritički prikaz celokupnog dotadašnjeg retoričkog iskustva.
Izvori kojima se Kvintilijan služio, da bi stvorio sliku antičke retorske teorije nisu nam dovoljno poznati i uglavnom nisu ni sačuvani. Takođe se ne može sa sigurnošću utvrditi gde je svoje prethodnike koristio neposredno, a gde posredno. On pominje latinski prevod jednog retorskog priručnika koga je sastavio Gorgija iz Atine, učitelj Ciceronovog sina Marka. A taj prevod je sastavio nepoznati Publije Rutilije Lupus, od koga su nam sačuvane samo dve knjige o figurama reči, dok su ostale dve o figurama misli izgubljene.
Pri sastavljanju ovog dela pridržavao se ustaljenog rasporeda dužnosti retora (officia oratoris): iznalaženje teme i ubedljivih argumenata (inventio), njihovo raspoređivanje u besedi (dispositio), izraz (elocutio), pamćenje (memoria) i način kazivanja (pronuntiatio).
Koncepcija Kvintilijanovog dela odstupa od suvoparnog tehničkog izlaganja uobičajenog za većinu antičkih priručnika. On čitaoca vodi kroz stupnjeve vaspitanja retora do sagledavanja lika idealnog besednika, dok većina autora poznatih antičkih retorskih priručnika, pa i novovekovnih, kao npr. J. Sterija Popović, na početku daju definiciju retorike i sliku idealnog govornika, pa tek onda donose teorijska uputstva za postizanje najvišeg cilja retorike. A što se tiče samog izlaganja govorničke veštine, tu Kvintilijan sledi tradiciju ostalih antičkih priručnika i daje sistematski prikaz retorike od III do XI knjige. Kvintilijanov priručnik predstavlja i najvažniji dokument o neprekidnom prisustvu antičkog školskog predanja u oblasti retorike.
I knjiga govori o elementarnom retorskom obrazovanju iz gramatike, muzike i geometrije; II o prvim govorničkim vežbama i o osnovama i granicama retorske teorije; III donosi uvid u celokupni sistem retorike; IV, V i VI bave se raspravama o delovima govora uključujući podatke o patosu, etosu i dosetkama; VI govori o osmišljavanju i redosledu izlaganja materije; VIII, IX, X i XI predstavljaju ozbiljnu studiju o stilu, pamćenju i izlaganju, pri čemu se u desetoj knjizi daje pregled istorije antičke književnosti tj. grčkih i rimskih književnika do piščevog vremena; XII je posvećena idealu savršenog govornika, njegovom karakteru i opštem znanju.
U prvim knjigama se nalazi najpotpunija pedagoška rasprava iz grčko-rimske starine, u kojoj se ogleda Kvintilijanova svestranost. Obrazovanje besednika obuhvata sve ono što se odnosi na živu reč: gramatiku sa fonetikom, ortografiju, ortoepiju, stilistiku, istoriju jezika, aloglotiju, psihologiju vica i smešnog, retorsku tehniku, istoriju retorskih škola i, kao što je već rečeno, u desetoj knjizi istoriju antičke- grčke i rimske- književnosti.
Kvintilijan sam kaže da se njegovo delo razlikuje od svih prethodnih retorskih priručnika, čiji su pisci polazili od pretpostavke da njihovi čitaoci poseduju znanje o svim drugim obrazovnim predmetima i da je njihov jedini zadatak da daju poslednje poteze govorničkom obrazovanju. Kvintilijan smatra da govornik treba da se izgrađuje već od detinjstva i zato je njegov cilj da odgoji idealnog govornika, a prvi bitan uslov za to je da on bude pošten i čestiti čovek. Kvintilijan je kao osnovu uzeo Katonovu definiciju besednika kao moralno dobrog čoveka vičnog govorenju: vir bonus dicendi peritus. Dakle, njegov govornik mora biti mudar čovek, neporočnog karaktera, koji treba da ovlada govorničkom veštinom i zato ga je potrebno uzeti pod svoje okrilje već od kolevke (ab incunabulis), od samih početaka govora i provesti ga kroz sve obrazovne stepene koji na bilo koji način mogu doprineti formiranju govora, kako bi što bolje izgradio njegov moralni lik i doveo do savršenstva njegove govorničke sposobnosti.

### Kvintilijanov vaspitni sistem i njegovi pedagoški principi
Kvintilijan zahteva od svojih vaspitanika najširu kulturu smatrajući da nema nijedne naučne grane iz koje se ne može izvući nešto korisno. On je svestan da nastava treba da se odvija postupno i primenjujući određene metode i zato ismeva savremenu praksu brzog prelaženja nastavnog programa u osnovnoj školi, dok školama višeg stepena zamera što zadržavaju učenike da osede učeći i praktikujući deklamacije.
On uporno insistira, kako od roditelja, tako i od učitelja, da detetu pruže dobar primer. Zahteva stroge moralne i intelektualne kvalifikacije dojkinja, pedagoga i drugih lica koja dolaze u dodir sa detetom. Telesne kazne osuđuje i smatra neefikasnim i ponižavajućim vaspitnim sredstvom. Traži da se vaspitanikova ličnost poštuje, a za stimulisanje učenikove aktivnosti uvodi takmičenje, pohvalu i druga humanija sredstva od telesne kazne. Uočava da u nastavi i vaspitanju važnu ulogu imaju igra i odmor. Nastava treba da bude prilagođena mentalnom uzrastu i sposobnostima učenika, a učitelj mora da uvidi individualne karakteristike temperamenta i intelektualnih sposobnosti svakog pojedinog učenika. Za početnu nastavu treba odabati najboljeg učitelja, a to znači da on mora da bude strogo moralan čovek i da poseduje najviše stručne kvalifikacije. Što se tiče same nastave, Kvintilijan pretpostavlja kolektivnu razrednu nastavu privatnom kućnom vaspitanju sa jednim učiteljem. 
Njegov vaspitni sistem bio je zamišljen kao lek protiv postojećeg stanja stvari u rimskom školskom sistemu u kojem su govorništvo i druge naučne discipline izgubile staru slavu i u kome su đaci bili nezainteresovani, roditelji nemarni, a učitelji nestručni i nisu marili za stare običaje. Kvintilijan je mislio da će bar donekle povratiti staru čestitost na kojoj se zasnivala snaga rimskog republikanskog društva. Njegovi pedagoški principi, iako su bili namenjeni omladini Rimske Imperije, imaju trajnu vrednost i mogu se primeniti u svakom dobu i u svakoj zemlji, tako da su mnoge od njih postale zajednička baština čovečanstva.

### Rimski školski sistem
Kvintilijan nije uveo nikakve novine u već uhodani grčko-rimski školski sistem. On je prihvatio savremenu praksu i zadržao uokvireno, celokupno obrazovanje (encyclios paideia). Taj sistem je obuhvatao sedam tzv. slobodnih umetnosti (artes liberales): gramatiku, retoriku, dijalektiku, geometriju, aritmetiku, astronomiju i teoriju muzike, od kojih su u srednjem veku prve tri činile tzv. trivium, a ostale četiri quadrivium. 
Rimski školski sitem se odvijao u trostepenoj nastavi, slično našoj osnovnoj, srednjoj i višoj nastavi. Prvo obrazovanje učenici su dobijali od učitelja koji se zvao gramatista ili literator, a zatim bi odlazili u školu grammaticus-a i na kraju rhetor-a.
U osnovnoj nastavi se učilo pisanje i čitanje slova i brojeva i osnovni pojmovi računanja. Kvintilijan smatra da je za ovaj uzrast jako važno čitanje lektire i kao najprikladniju smatra basne i lake kratke priče, pri čemu daje prednost grčkim piscima, jer će dečaci dobiti veći podsticaj jačom literaturom, a latinski će zahvaljujući svojoj okolini svakako naučiti.
Sadržaj i program gramatičke nastave bio je mnogo složeniji od današnjeg. Osnovni predmet u gramatičkoj školi bila je, kako samo ime kaže, gramatika, kojoj su bile podređene muzika, matematika, gimnastika i vežbanje glasa. Ona je podrazumevala izučavanje normativne gramatike (recte loquendi scientia) i čitanje i komentarisanje pesnika (poetarum enarratio). Prvi deo nastave se zvao methodice, a drugi historice. U prvoj su se proučavale vrste reči, njihova promena, metrika sa prosodijom, nepravilne upotrebe reči, idiomatika, fonetika, ortografija, ortoepija, itd. Glavni zadatak druge se sastojao u svestranom objašnjavanju pesničkog dela, za šta je bilo potrebno poznavanje pomoćnih disciplina- muzike (koja je važna zbog osećaja ritma, koji je srodan metrici, kao i tonalitet, jer govornik tonom i modulacijom glasa izaziva efekte kod slušalaca), geometrije i astronomije (koje su besedniku potrebna za razvoj oštroumlja), fizike i filozofije. Cilj ove nastave sastojao se u podstrekivanju učenika na samostalno rasuđivanje, razvijanju njegove mašte, buđenju njegovih intelektualnih sposobnosti za samostalno usmeno i pismeno izražavanje.
Tu dolazimo do najvišeg stepena obrazovanja u rimskom školskom sistemu, do retorske škole, gde su se primenjivali drugi metodi u izučavanju jezika i književnosti. 
Za svoju školu Kvintilijan je izradio poseban program, koji je obuhvatao teoretska predavanja iz retorike i čitanje i kritičku obradu odabranih odlomaka iz dela govornika i istoričara i pismene vežbe, u kojima su učenici imali zadatak da obrade pojedine teme, od lakših ka težim, pomoću kojih su postepeno stizali do svog najvišeg retorskog cilja, do deklamacije, besede održane u školi radi vežbe, koja se zvala oratio magna. Te vežbe su uključivale prepričavanje Ezopovih basni, parafraziranje izreka (sententiae), citate etičkog sadržaja (chriae), opise karaktera (sermocinationes), kratke priče (narratiunculae) itd.
Dakle, Kvintilijan je, kao i Ciceron i Tacit, od govornika zahtevao da zna o svakom predmetu da govori lepo, birano i uverljivo, a to je mogao učiniti ako je bio svestrano obrazovan.

### Kvintilijanov stav prema gimnastici, filozofiji i istoriji i njihovoj ulozi u obrazovanju besednika
Kvintilijan se nigde nije toliko udaljio od grčkog vaspitnog metoda kao u pitanju fizičkog vaspitanja, koje je u Grčkoj igralo jednu od glavnih uloga ne samo u obrazovanju, nego uopšte u životu. Rimljani su smatrali da je grčka atletika korisna radi vojničkih, higijenskih i rekreativnih ciljeva i nisu joj pridavali toliki značaj u obrazovanju. Kvintilijan nije imao negativan stav prema onim granama sporta koje pospešuju eleganciju govornikovih pokreta, nego protiv onih učitelja koji mnogo vremena troše na mazanje tela uljem i na prekomerna uživanja u vinu i koji u sebi ubijaju duh zbog velike brige o telu.
O značaju filozofskog obrazovanja za besednike Kvintilijan ne govori izričito kao Ciceron. Na više mesta spominje viševekovnu svađu između učitelja retorike i filozofa, u kojoj su obe strane prisvajale sebi prvenstvo u pedagoškoj praksi. Iako filozofe prezire zbog njihove drskosti, pokvarenosti i bežanja od javnog i političkog života, drži da filozofija mora da bude sastavni deo obrazovanja pametnog, slobodnog i praktičnog čoveka. On smatra da je filozofsko obrazovanje deo retorskog vaspitanja, nad kojim je zbog nemarnosti nekih retorskih škola retorika davno izgubila kontrolu, iako je u početku spadalo u njen domen.
Istoriju je smatrao pogodnom riznicom primera za sastavljanje govora, ali nije zahtevao njeno metodičko izučavanje. U istoriji Kvintilijan vidi više deo književnosti, nego činjenično bavljenje prošlošću.

### O retorici, njenom cilju i predmetu
Za samu reč rhetorike Kvintilijan ne nalazi adekvatan pojam u latinskom jeziku. 
On retoriku deli na tri dela: umetnost, umetnika i umetničko delo. Umetnost je nauka o dobrom govoru, umetnik – govornik čiji je cilj da dobro govori, a delo je dobar govor. Dakle, za Kvintilijana je retorika ars bene dicendi, a njen cilj je pravilno govoriti i misliti. On smatra da se govornička veština može postići samo neumornim radom, istrajnim učenjem, raznovrsnim vežbama, čestim probama, udubljivanjem u predmet i osobitom prisutnošću duha. Predmetom retorike smatra sve ono što može biti sadržaj govora.

### O stilu
Teorija stila zauzima jedno od značajnijih mesta u ovom Kvintilijanovom priručniku. Ono što je čini originalnim je odsustvo svakog dogmatizma. Kvintilijan nema nameru da izlaže opšta i važeća pravila za sva vremena. Kvintilijanova teorija stila se temelji na učenjima ranijih teoretičara. On je od njih preuzeo ono što je po njegovom mišljenju bilo najbolje i ispravio i dopunio ih na osnovu svog iskustva. 
On spada u one antičke teoretičare koji su svoju teoriju stila primenjivali podjednako i na pismeni i na usmeni govor.
Predmet njegovih stilskih razmatranja čine izbor reči, njihovo pravilno raspoređivanje u rečenici i stilski ukrasi. Od te tri stvari zavisi lepota stila. Kvintilijan na nekoliko mesta ističe da je osnovni princip dobrog stila upotreba reči iz svakodnevnog govora, jer one stvaraju najjači utisak neposrednosti, neizveštačenosti i stvarnosti. Ali on pritom ne podrazumeva govor većine koji je pun varvarizama, solecizama i arhaizama. Slaže se sa umerenom upotrebom arhaizama, koji često jezik čine uzvišenim i dostojanstvenim. Kvintilijan je svestan da jasnoća i pravilnost nisu dovoljni elementi za lepotu stila. On najpre ukazuje na greške koje narušavaju lepotu stila, a to su: upotreba prostih reči u dostojanstvenom govoru, ekstravagantih u beznačajnim stvarima, gomilanje nepotrebnih i suvišnih reči, bombastične i sladunjave reči, koje čine govor neiskrenim, mešanje grandioznih i otrcanih, starih i novih, pesničkih i svakodnevnih reči, koje proizvode neprirodan efekat. A kao karakteristike dobrog stila pored korišćenja jasnih, gramatički ispravnih reči koje adekvatno izražavaju misao i njihovog pravilnog reda u rečenici, navodi još i odmerenu dužinu rečenice, izbegavanje neprikladnih izraza, dvosmislenih reči, osim ako nije u pitanju postizanje efekta šale i dosetke, nepotrebno gomilanje reči istog značenja i preteranog kitnjastog govora. 
Kvintilijan je svestan činjenice da nije dovoljno samo pravilno i jasno pisati i govoriti. Da bi govorenje i pisanje bilo efektnije potreban je umetnički element (ornatus), koji mora ostati diskretan, čak i skriven. Kao prvi umetnički element preporučuje živo slikovito predstavljanje stvari smatrajući da ovo umetničko sredstvo podstiče čitaoce i slušaoce na veću pažnju. U umetnička sredstva ove vrste ubraja još emfazu, amplifikaciju i sentenciju.
Kvintilijan prihvata tradicionalnu podelu stila na jednostavan (genus subtile), uzvišen (g. grande) i umeren (g. medium).

## Stilske figure
Kvintilijanovo učenje o stilskim figurama je jedno od najpoznatijih i najsistematičnijih u antičkoj stilskoj tradiciji.
Kvintilijan pravi razliku između tropa i figura, koju objašnjava na početku IX knjige. Ističe da je sličnost među njima toliko velika, da su mnogi pisci smatrali figure tropima i priznaje da je teško podvući oštru granicu među njima.
Kvintilijan pod tropom podrazumeva promenu prvobitnog značenja reči u drugo značenje radi stilskog ukrašavanja. Pri definisanju tropa, on nije dao ništa novo, već prihvata definicija većine gramatičara, po kojima je trop prenošenje reči iz vlastitog značenja u neko drugo, koje njima ne pripada.
Najstariju definiciju tropa dao je aleksandrijski gramatičar Trifon iz I veka st. ere po kome je trop reč nastala promenom osnovne reči, što odgovara Ciceronovoj definiciji verborum immutatio. Kvintilijan u definiciji tropa upotrebljava dva termina: sermo translatus i verbum translatus. Takav način obeležavanja tropa sledi Aristotelovu oznaku metaphora.
U kategoriju tropa Kvintilijan svrstava: metaforu, koju smatra najobičnijim i najlepšim tropom, sinegdohu, metonimiju, antonomaziju, onomatopeju, katahrezu, metalepsu, epitet u onom slučaju kad je u kombinaciji sa antonomazijom, ironiju, perifrazu, hiperbaton i hiperbolu. O njima podrobno govori u VI poglavlju VIII knjige potkrepljujući objašnjenja raznim primerima.
Što se tiče figure (gr. shema), Kvintilijan je definiše kao govorni oblik koji se udaljava od običnog i direktnog načina izražavanja i prihvata postojeću podelu na figure misli i figure reči. Figura ne povlači za sobom ni promenu reda reči, ni promenu njihovog osnovnog značenja, kao što je slučaj sa tropom. Kvintilijan govor bez ukrasa poredi sa ukočenim vajarskim oblicima, a figurativni govor sa delima novijih vajara u čijim se oblicima naslućuje pokret i osećanje (motus i affectus). Da bi pojačao svoju argumenaciju Kvintilijan daje primer Mironove statue Diskobola.
Kvintilijanovo poređenje figurativnog izraza sa pokretima i afektima u vezi je sa antičkom kategorizacijom načina podvrgavanja jezičkog izraza. Ta podela se kod Kvintilijana zasniva na sledećim delovima: adiectio, detractio, transmutatio, immutatio.
Prva tri se odnose na figure, a četvrti na trop. Dok u prve tri kategorije nema uklanjanja jednog elementa i zamenjivanja drugim uzetim spolja, četvrta označava zamenu jednog ili više sastavnih delova u datoj celini spoljašnjim elementima. Adiectio podrazumeva dodavanje jednog ili više elemenata uzetih spolja onome već postojećem, detractio oduzimanje jednog ili više elemenata iz postojeće celine, a transmutatio promenu u redosledu postojećih sastavnih delova.
Tako se problem podele tropa i figura zaoštrava oko dve stvari. Jedna je shvatanje da trop predstavlja zamenu elemenata različite semantičke vrednosti, a da je figurama svojstven motus i affectus. Druga je kategorizacija figura koja funkcioniše u skladu sa podelom na figure reči i figure misli, a gleda da u sistem unese sve četiri kategorije promena. Dakle, suštinski problem je u tome što su antički retoričari promene per immutationem svrstavali delom u trope, delom u figure.

## O kompoziciji i ritmu
Knjige koje govore o stilu završavaju se dugim raspravljanjem o kompoziciji tj. onom stilskom faktoru koji daje govoru vitalnost i čini ga lepšim i snažnijim. Ovaj deo njegove rasprave smatra se najuspešnijim i najrasvetljenijim. On priznaje uobičajena tri vida razvrstavanja reči: red reči, rečeničnu strukturu i ritam, kome posvećuje najviše pažnje. Ističe da slabije izraze treba stavljati napred, kako bi postepeno rastao emocionalni efekat, da postoji tradicionalni red u izvesnim frazama i da glagol treba da stoji na kraju rečenice, mada nema gramatičkih pravila od kojih se ne može odstupiti kada smisao i snaga rečenice to zahtevaju.
Kvintilijan priznaje dve vrste rečenične strukture: tesno povezanu i labaviju, u čemu se prepoznaje Aristotelov periodični i neperiodični stil. Sudare vokala, naročito dugih, treba izbegavati, premda je neopravdano preterano ukidanje hijata. Stil čini dosadnim i zamarajućim upotreba istog ritma u više uzastopnih rečenica. Intenzitet rečenice treba da raste što se više približava kraju. Kvintilijan strogo razlikuje prozni ritam od pesničkog naglašavajući da prozni ritam nije ograđen i zatvoren sistem stopa i da dozvoljava mnogo više slobode u odmorima. U pitanju ritma uglavnom se slaže sa Ciceronom i Dionisijem Halikarnašaninom, jedino odbacuje stope sa više od tri sloga.
Suština Kvintilijanove teorije o stilu temelji se uglavnomm na zahtevu da se upotebljavaju najefektnije i najprikladnije reči i da im se u rečenici pronađe najefektnije mesto da bi se postigla jezička jasnoća, lepota, ritmičnost i muzikalnost. Stil treba da je u skladu sa karakterom govornika, prilikama i okolnostima pod kojim se govor održava, jer svaki ukras duguje svoj učinak koliko prirodnim svojstvima, toliko i okolnostima pod kojima je upotrebljen.

## Kvintilijanov uzor
Kvintilijanov ideal je Ciceron, koga je proglasio glavnim i jedinim uzorom svakog besednika, jer ih je nadmašio u svim svojstvima koja se kod svakog pojedinog hvale. Među proznim piscima on zauzima prvo mesto. Kod Kvintijana su najčešći citati i primeri iz Cicerona. Kvintilijan je teorijski obrazložio i u neku ruku stvorio ciceronijanizam u doba kada se Senekina usitnjena rečenica takmičila sa Ciceronovom dugačkom, ritmički uravnoteženom periodom. Međutim, Kvintilijan nije u praksi potpuno odbacio tekovine „novog stila“, čije je ekstremne oblike osuđivao.

## Kvintilijanov lični stil
Iako mu je Ciceron bio idol, a Seneka predstavnik svega onoga čega se treba kloniti, ipak je vremenski period od jednog i po veka učinio da se on nije mogao potpuno da se oslobodi tendencija savremenog stila. U Kvintilijanovom stilu se zapaža nekoliko markantnih crta koje ga odvajaju od njegovog učitelja ne samo po upotrebi reči, nego i u rečeničnoj konstrukciji. On je, kako sam kaže, morao da se povinuje zahtevima i ukusu svojih savremenika. Njegov stil se odlikuje, iako ne u onoj meri kao kod drugih pisaca tzv. srebrnog latiniteta, antitetičnim, poentiranim, iseckanim i sentencioznim izrazom.

## Epilog
Iako je Kvintilijan, prvi profesionalni učitelj retorike, bio dvorski čovek za vreme Domicijanovog krvavog apsolutizma, u kome su gonjeni ne samo hrišćani nego i filozofi, naročito stoičari i popularni putujući učitelji – kiničari, on nije bio političar, niti borac za republikanske ideale. Nije bio ni filozof u grčkom smislu. Ono po čemu čovečanstvo treba da ga pamti, izuzimajući njegove ogromne zasluge na polju retorike, jesu njegovi humani pedagoški principi, koji i danas nalaze primenu širom sveta.

## Literatura
- M. Budimir, M. Flašar, Pregled rimske književnosti: de auctoribus Romanis, V izdanje, Univerzitet u Beogradu, 1996.
- Marko Fabije Kvintilijan, Obrazovanje govornika, II izdanje, Veselin Masleša, Sarajevo, 1985.
- V. Jelić, Sterija i Kvintilijan, Matica srpska, Novi Sad, 1988.
- Violeta Jelačić-Srbulj, Retorika i Progymnasmata- udžbenik za IV razred filoloških i klasičnih gimnazija, III dopunjeno izdanje, Filološka gimnazija, Beograd, 2001.